# الانتخابات البرلمانية العراقية (1935)
أُجريت الانتخابات البرلمانية في العراق في 4 أغسطس 1935 لانتخاب أعضاء مجلس النواب العراقي.

## الخلفية
جرت الانتخابات خلال فترة من الاضطرابات والثورات القبلية ضد الحكومة في مناطق وسط وجنوب الفرات الأوسط. وقد نُسبت هذه الثورات جزئيًا إلى ضعف تمثيل القبائل الشيعية في الحكومة والبرلمان.

## النتائج
ارتفع عدد مقاعد البرلمان من 88 إلى 108 نتيجة للزيادة الكبيرة في عدد السكان منذ عام 1925. أدركت الحكومة استياء القبائل الجنوبية وساعدت في انتخاب بعض زعمائها. كما شهد البرلمان الجديد زيادة في عدد الصحفيين بين أعضائه. وقد حصل حزب الإخاء الوطني، بقيادة رئيس الوزراء ياسين الهاشمي، على الأغلبية البرلمانية.

## ما بعد الانتخابات
حظي الهاشمي، الذي تبنى سياسات قومية قوية، بدعم واسع في البرلمان الجديد، وظل رئيسًا للوزراء حتى أُطيح بحكومته في الانقلاب العسكري عام 1936 بقيادة الجنرال بكر صدقي. بعد الانقلاب، كُلف حكمت سليمان، وهو عضو سابق في حزب الإخاء الوطني، بتشكيل الحكومة من قبل قادة الانقلاب العسكري.